# Nadeschda Alexandrowna Bykowa

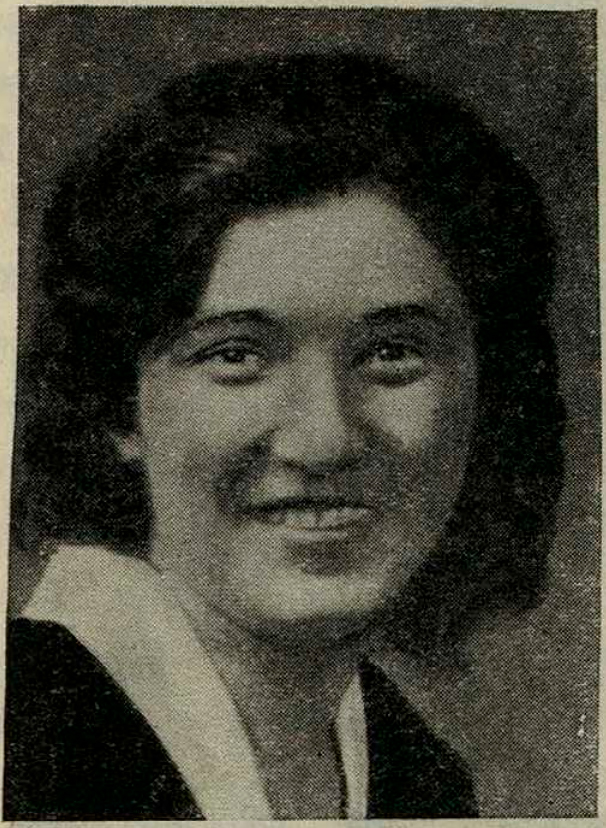
Nadeschda Alexandrowna Bykowa, 1935

Nadeschda Alexandrowna Bykowa (russisch Надежда Александровна Быкова; * 1. Novemberjul. / 14. November 1907greg. in Serpuchow; † 1997 in Moskau) war eine sowjetische Architektin.

## Leben
Bykowa war die Tochter eines Landarztes. Als sie nach dem Schulabschluss 1925 Medizin studieren wollte, wurde sie den Moskauer Höheren Künstlerisch-Technischen Werkstätten zugeteilt. Sie studierte dort in Nikolai Alexandrowitsch Ladowskis Architektur-Klasse mit Abschluss 1930.
Nach dem Studium arbeitete Bykowa bei der GIPROGOR (Chefarchitekt Grigori Borissowitsch Barchin). In einem Architektenkollektiv zusammen mit Lidija Konstantinowna Komarowa, Dmitri Nikolajewitsch Tschetschulin u. a. entwickelte sie Standardprojekte für den Bau von Wohnhäusern, Schulen, Krankenhäusern u. a.
1932 wurde Bykowa Ingenieurin des Metroprojekts. Den ersten Wettbewerb der Projekte der Metro Moskau gewann sie zusammen mit ihrem Mann, dem Architekten Iwan Georgijewitsch Taranow, mit dem Projekt für die Station Sokolniki der Sokolnitscheskaja-Linie, die 1935 eröffnet wurde. In der Folge projektierte sie den Bau von 10 Stationen der Metro Moskau, davon 9 gemeinsam mit ihrem Mann, wobei immer weitere Architekten und Ingenieure beteiligt waren. Zu dem Kollektiv gehörten auch Ljubow Alexandrowna Schagurina, Juri Alexandrowitsch Rewkowski,  Nikolai Nikolajewitsch Andrikanis und Jakow Grigorjewitsch Lichtenberg unter der Leitung von Samuil Mironowitsch Krawez. 1938–1939 projektierte sie mit ihrem Mann den Pavillon Mechanisazija für die Allrussische Landwirtschaftsausstellung in Moskau, der 1950 der Pavillon Kosmos wurde.

## Ehrungen, Preise
- Ehrenzeichen der Sowjetunion (1938)
- Orden des Roten Sterns (1943)
- Medaille „Für heldenmütige Arbeit im Großen Vaterländischen Krieg 1941–1945“
- Stalinpreis (1952) für die Architektur der Metro-Station Belorusskaja der Kolzewaja-Linie[2]

## Werke

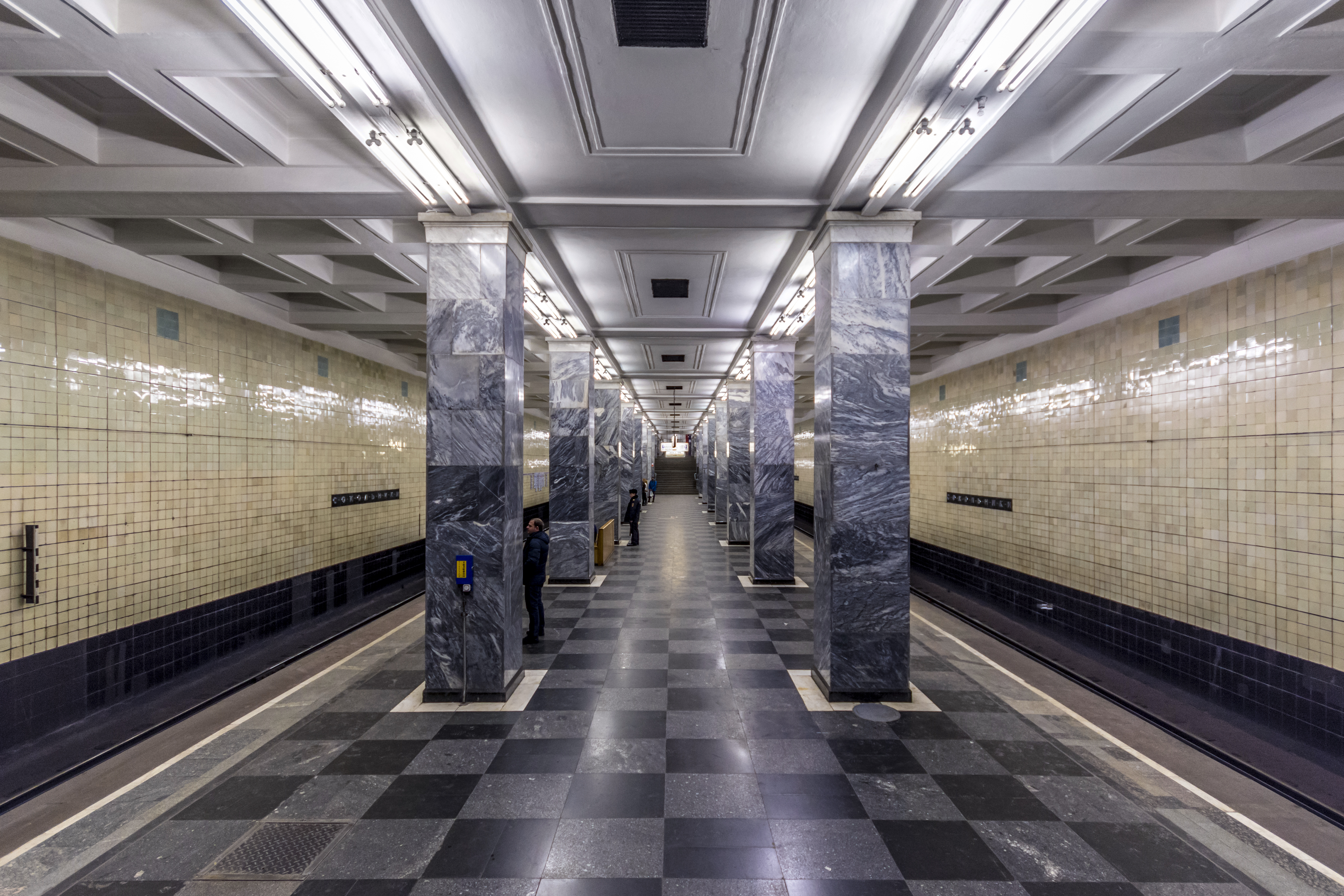
Station Sokolniki, Sokolnitscheskaja-Linie (eröffnet 1935, mit Taranow)
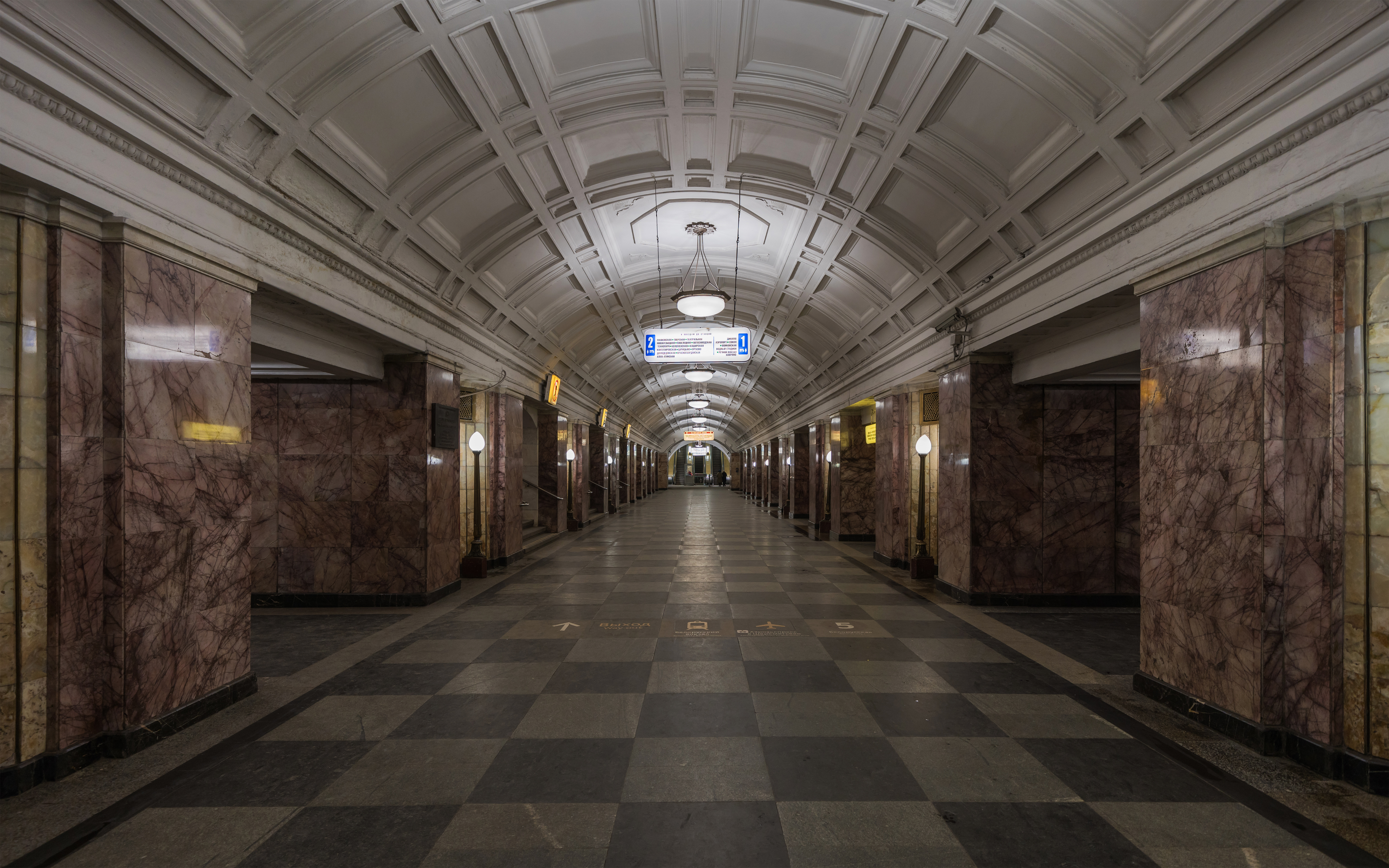
Station Belorusskaja, Samoskworezkaja-Linie (eröffnet 1938, mit Andrikanis)
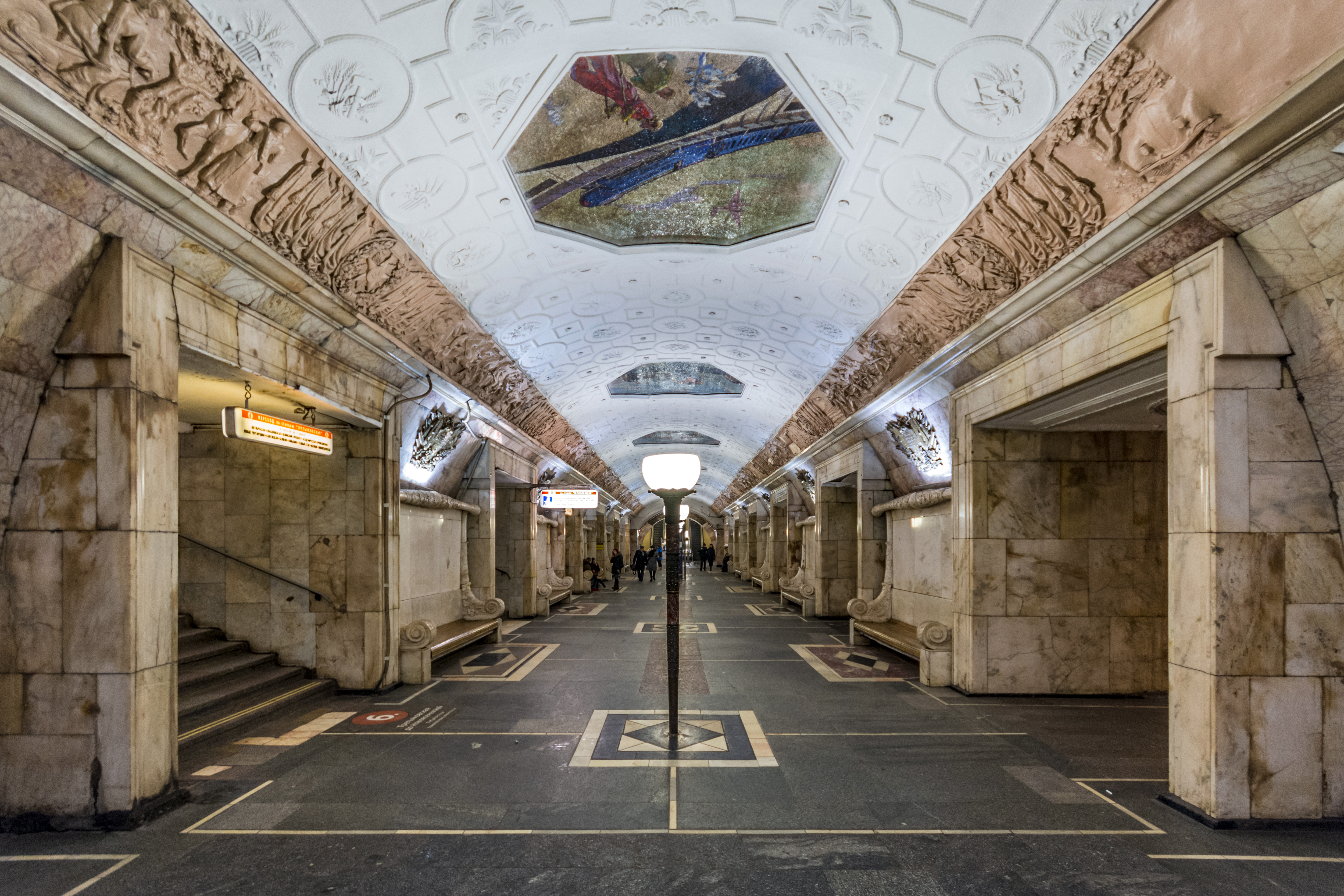
Station Nowokusnezkaja, Samoskworezkaja-Linie (eröffnet 1943, mit Taranow)
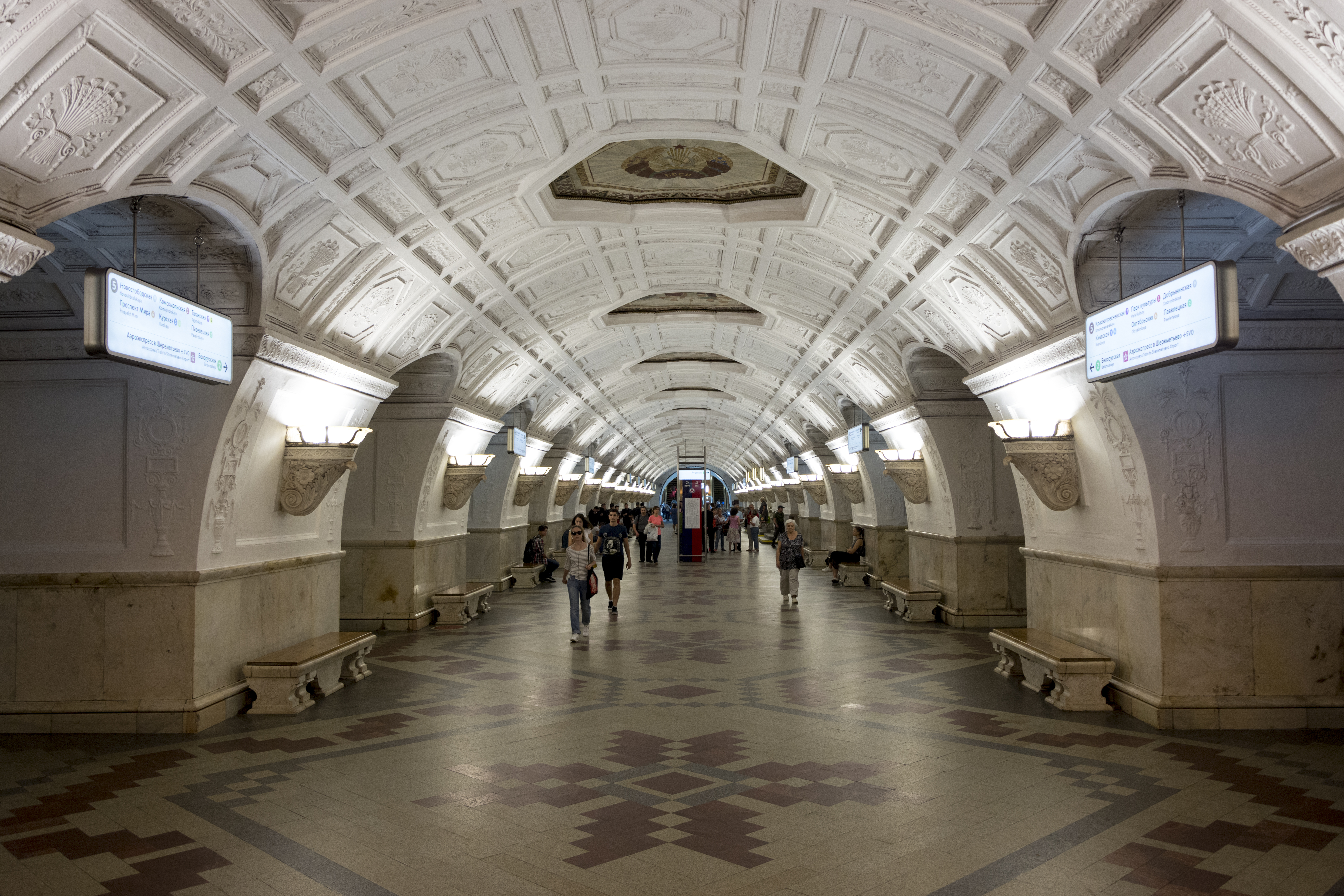
Station Belorusskaja, Kolzewaja-Linie (eröffnet 1954, mit Taranow)
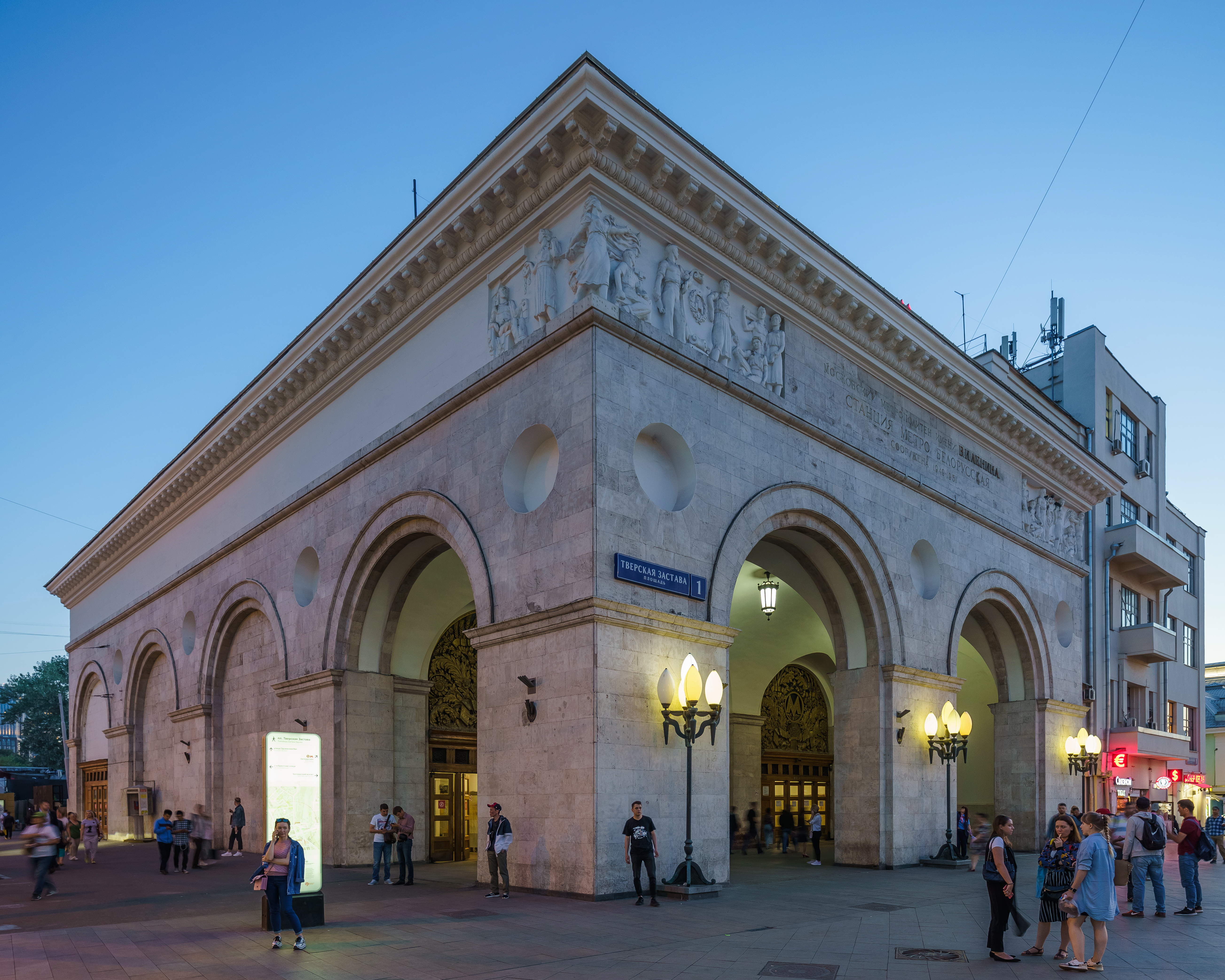
Westliche Eingangshalle der Station Belorusskaja, Kolzewaja-Linie (eröffnet 1954, mit Taranow)
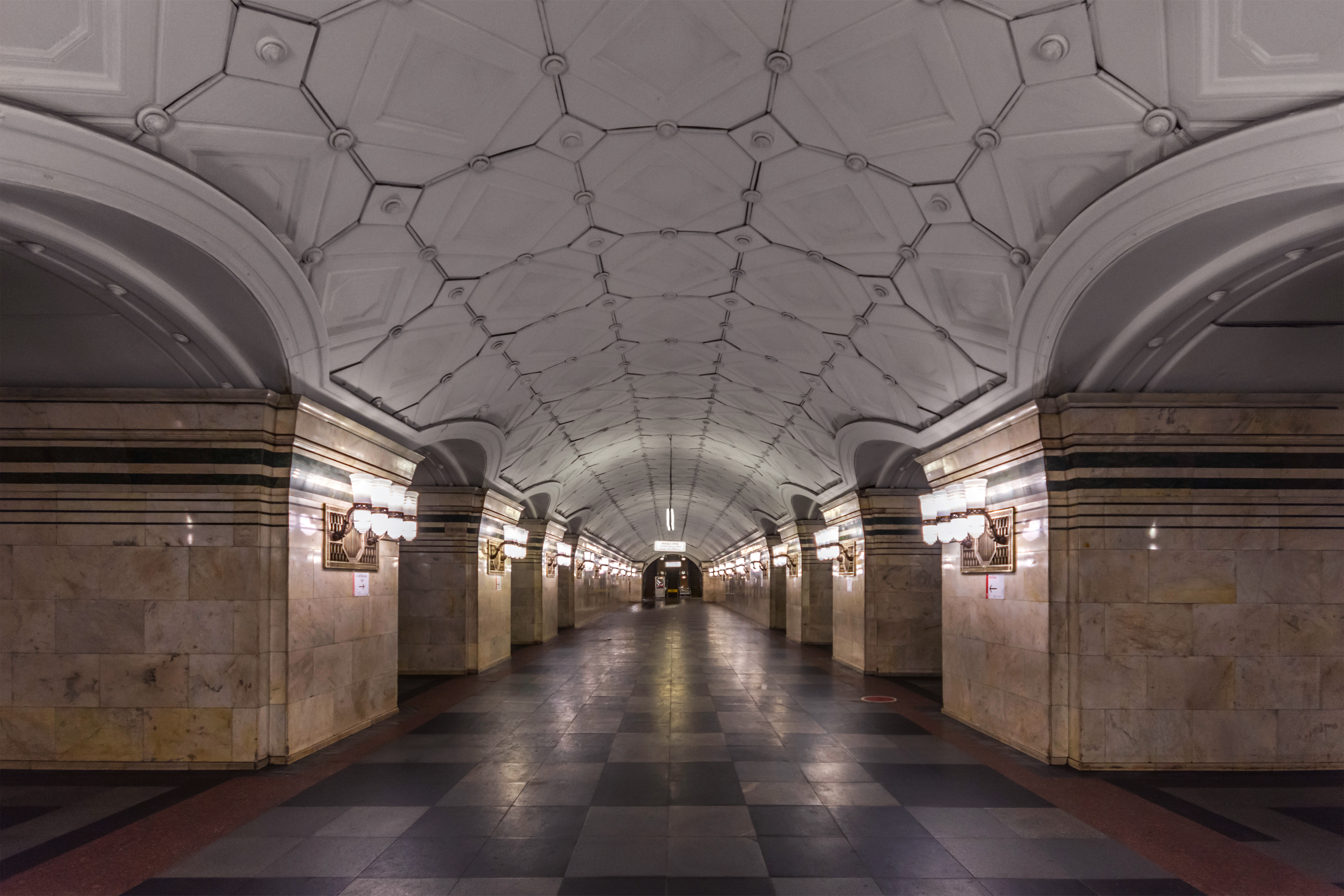
Station Sportiwnaja, Sokolnitscheskaja-Linie (eröffnet 1957, mit Taranow)
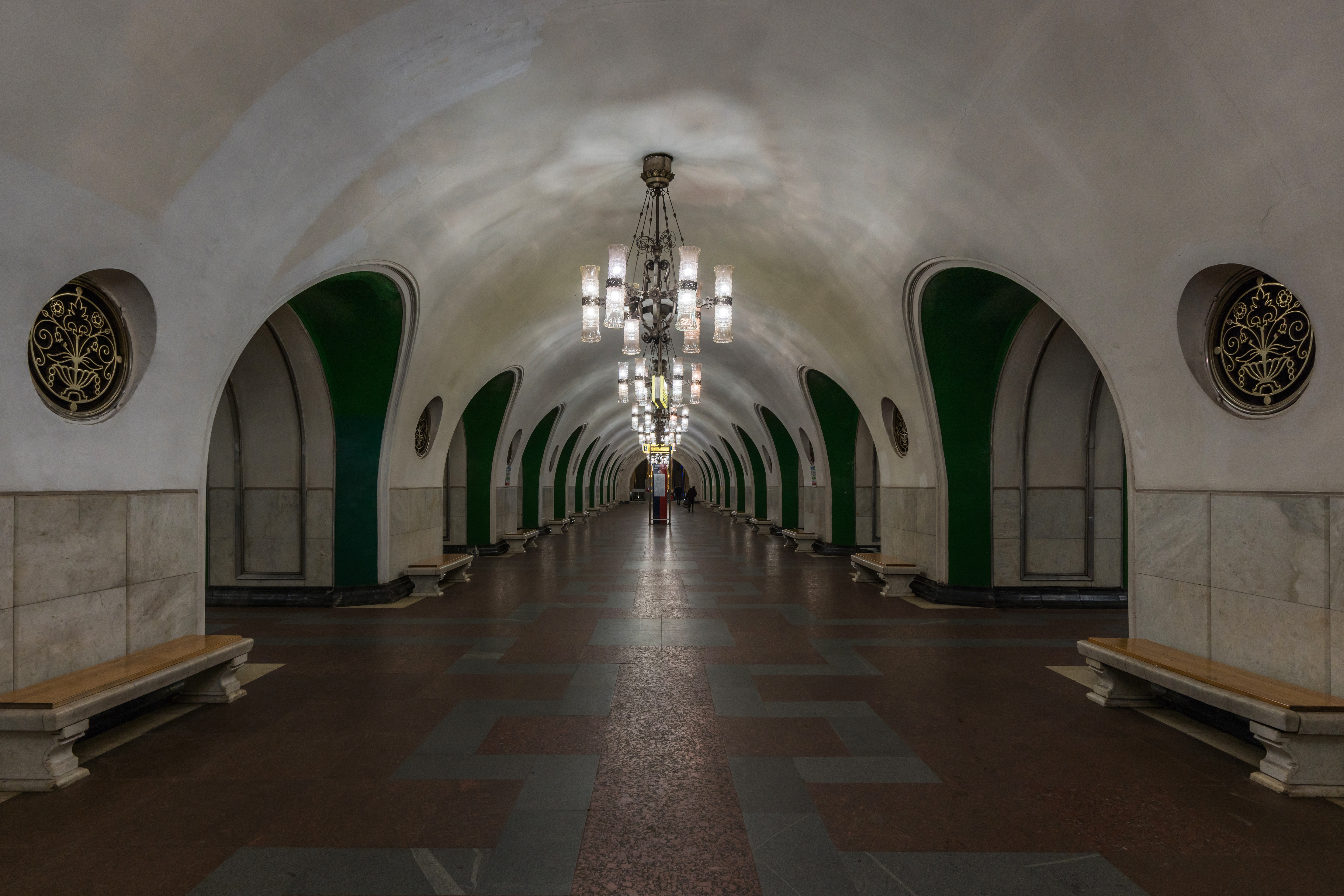
Station WDNCh, Kaluschsko-Rischskaja-Linie (eröffnet 1958, mit Taranow)
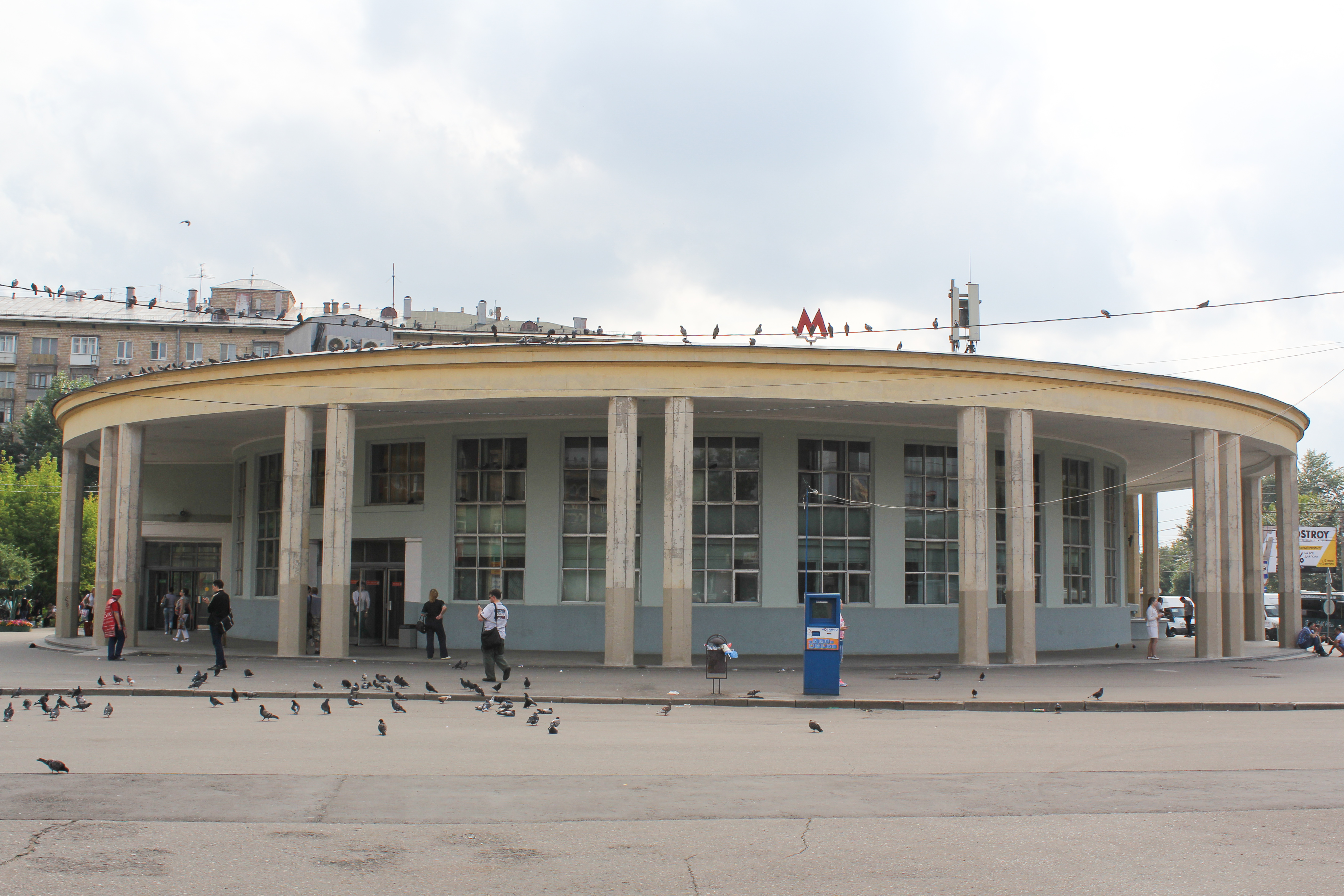
Südliche Eingangshalle der Station Universität, Sokolnitscheskaja-Linie (eröffnet 1959, mit Taranow)
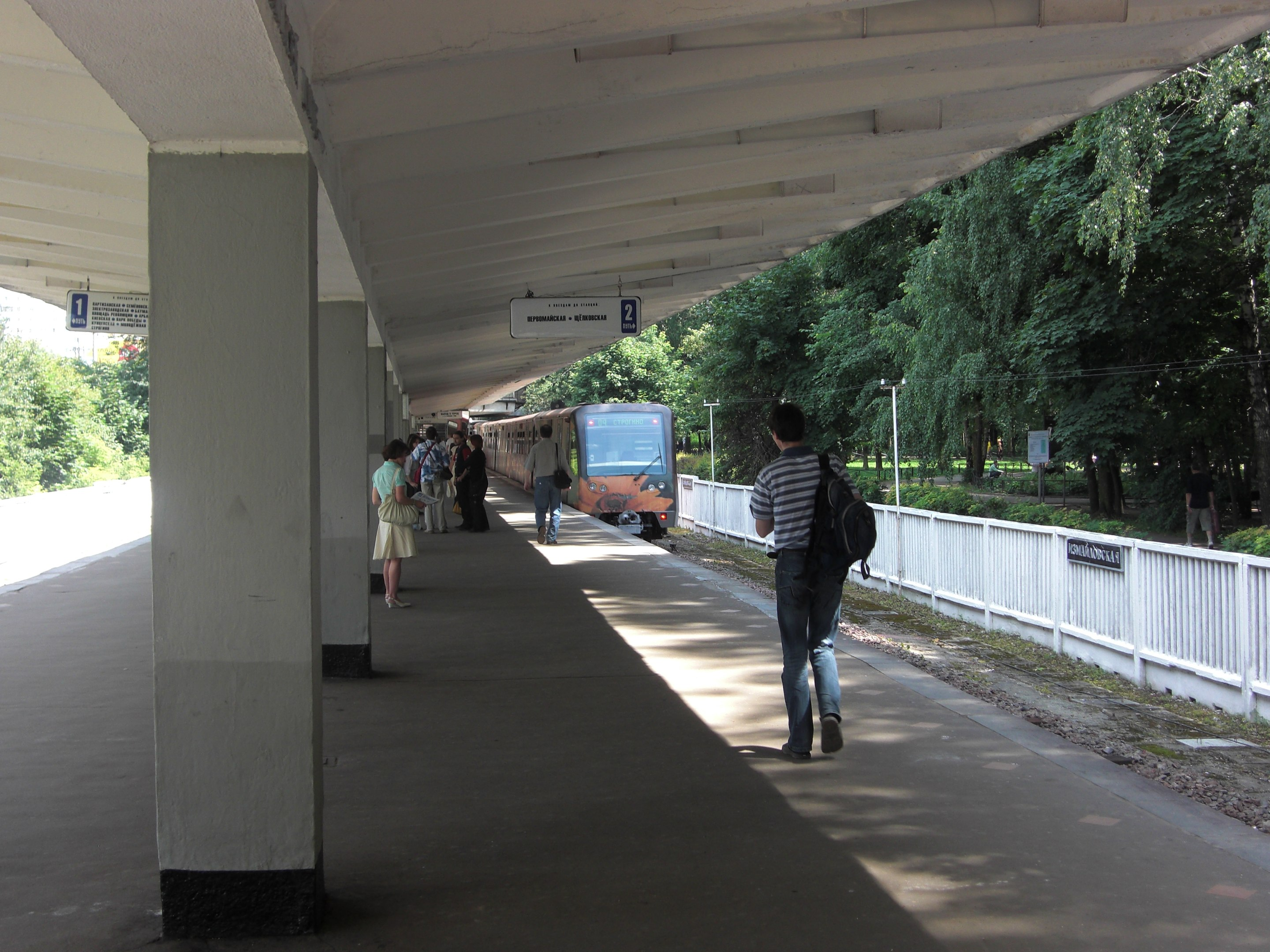
Station Ismailowskaja, Arbatsko-Pokrowskaja-Linie (eröffnet 1961, mit Taranow)
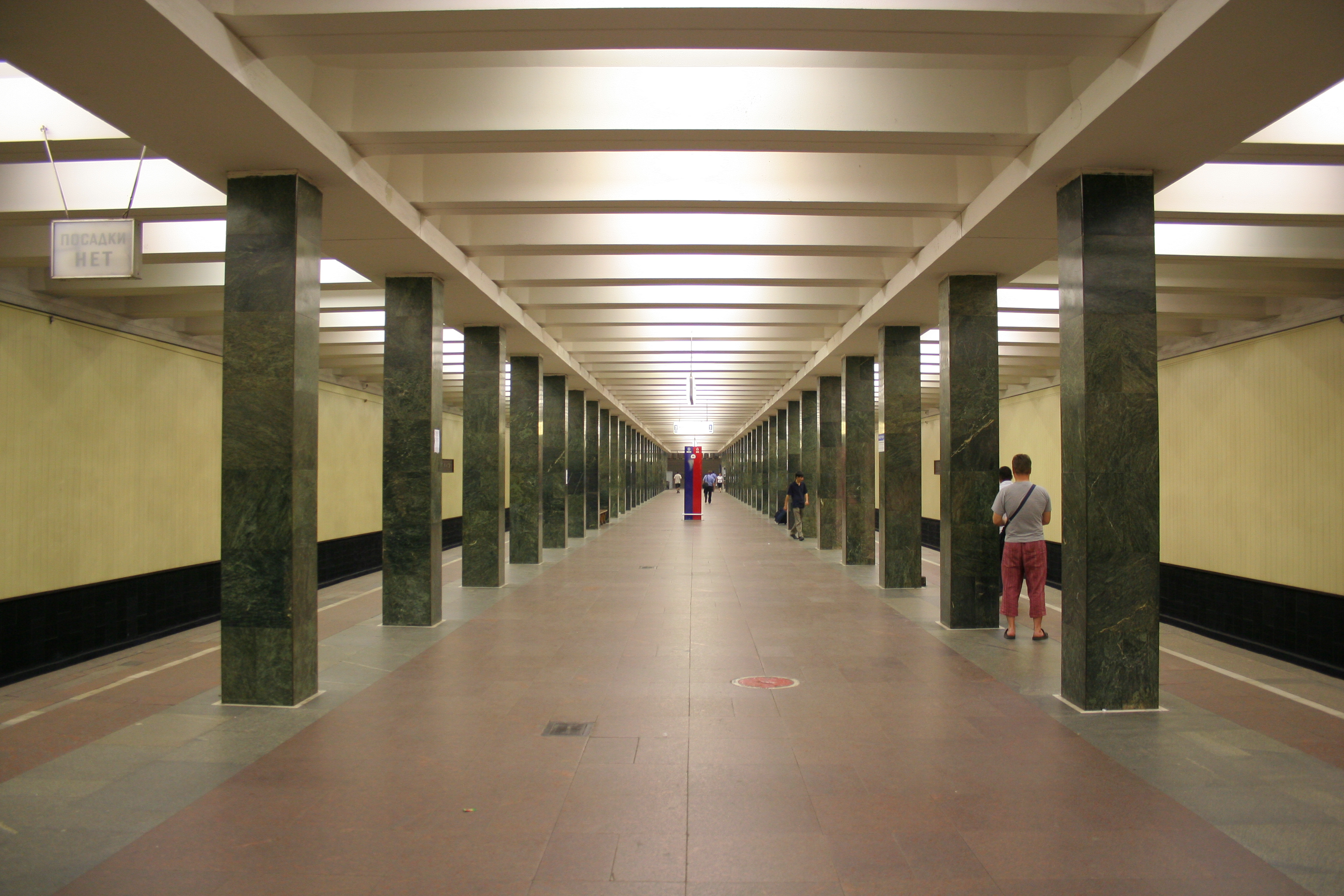
Station Schtscholkowskaja, Arbatsko-Pokrowskaja-Linie (eröffnet 1963, mit Taranow)
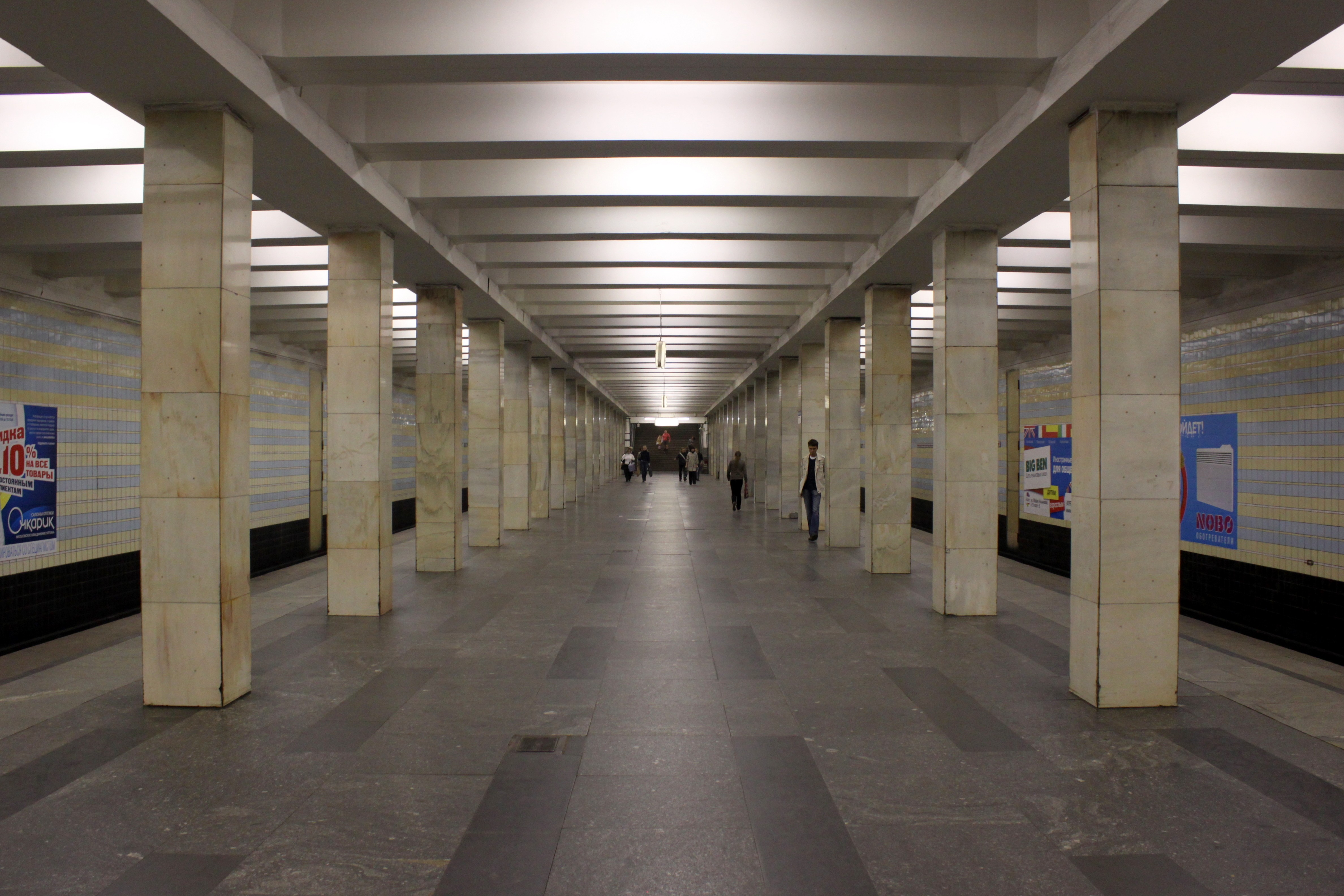
Station Prospekt Wernadskowo, Sokolnitscheskaja-Linie (eröffnet 1963, mit Taranow)